# 小田なるみ
小田 なるみ（おだ なるみ、1974年2月14日 - ）は日本の元AV女優。
にっかつのオリジナルアニメビデオ「ダークキャット」PR用アイドルグループ「ぷるるんキャッツ隊」の一員としてデビュー後、AV女優に転身。

## 出演作品

### アダルトビデオ
1993年
- 卒業 第2章（1993年12月24日、マックス・エー、カレン)

1994年
- 眺めのいい関係（1994年1月21日、マックス・エー、カレン）
- あぶないルームメイト（1994年2月25日、マックス・エー）他出演:高野ひとみ
- 無垢（1994年3月25日、マックス・エー、カレン）
- 淫謀・甘い罠（1994年4月16日、KUKI）
- 熟れた果肉（1994年5月27日、アリスJAPAN、ジャパンホームビデオ）
- ピュッピュッピュッて飛ぶんです（1994年6月24日、アリスJAPAN）
- 聖・百合族（1994年8月5日、マックス・エー、サマンサ）他出演:沢田杏奈
- 秘書秘書ばなし なるみの絶対絶倫（1994年9月9日、コンフィデンス、セシル）
- 女教師狩り 暗闇に抱かれて（1994年10月7日、マックス・エー）
- 堕落妻（1994年12月2日、マックス・エー、サマンサ）

1995年
- なるみファイナル（1995年1月13日、マックス・エー、サマンサ）

#### アダルトビデオ（再録版）
- あつくはげしく (グラジオラス) 収録作品:「秘書秘書ばなし なるみの絶対絶倫」
- 女教師狩り DX（2001年2月23日、マックス・エー）収録作品：「女教師狩り 暗闇に抱かれて」他出演:石田悠里
- 黄金伝説（2010年9月24日、マックス・エー）収録作品:「卒業 第2章」「眺めのいい関係」「あぶないルームメイト」
- 卒業 第2章 小田なるみ（2014年4月25日、マックス・エー）※復刻版

アダルトビデオ（編集版）
- 秘めた想い（1994年4月1日、サクセス・ビデオ・コミュニティー／ソフィー、30分）収録作品:卒業 第2章
- more max 豹女達の午後（1995年7月7日、マックス・エー）他出演:鈴木真里亜、相川里美、野原夕里香、日吉亜衣 他 全10名
- トップアイドル特選名場面集 過激レイプコレクション 橘ますみ・新堂有望・飯島恋・小林ひとみ・庄司みゆき・小田なるみ ほか 全8名（1995年8月25日、二見書房 MV-116）
- more max 特別編（1995年11月6日、マックス・エー）他出演:日吉亜衣、吉野真理、香坂奈々、相川里美
- 絶頂フルコース (1996年3月10日、サクセス・ビデオ・コミュニティー、マックス・エー) 他出演:日吉亜衣、吉野真理
- MAX-A Anniversary（2001年1月19日、マックス・エー）他出演:白石ひとみ、朝岡実嶺、観月マリ、麻生早苗、鈴木真里亜、草凪純、ほか多数

#### Vシネマ・オリジナルビデオ
- 制服の性~衣裳をまとった魅力的(エッチ)な女たち（1998年4月25日、ハピネット・ピクチャーズ）監督:真村涼 他 ＊「椎名早苗」名義 ＊5話のオムニバス[4]
- 誘惑クリニック 歯科女医の秘密（1998年8月22日、TMC）監督:太田圭祐 ＊「椎名早苗」名義[5]
- 人妻の性8 内緒でグショグショ（1998年9月4日、徳間書店）監督:セセンロン 他 ＊5話のオムニバス ＊「椎名早苗」名義[6]
- 調教の館（1998年10月21日、GPミュージアムソフト）監督:永岡久明 ＊「椎名早苗」名義[7]
- 才職淫美 頭も躰もイカした女たち（1998年12月25日）監督:高橋利雄 ＊「椎名早苗」名義 ＊3話のオムニバス[8]
- 誘う妹（1999年3月23日、TMC）監督:中川良平 ＊「椎名早苗」名義[9]
- 告白の性 2 つい、漏らしちゃったんです（1999年4月25日、ビーム エンタテインメント）監督:小倉章弘 他 ＊「椎名早苗」名義 ＊5話のオムニバス[10]
- 強奸監禁空港（1999年7月9日、ケイエスエス）監督:井出良英 ＊「椎名早苗」名義[11]
- 監禁銀行 地獄の狂宴（1999年8月23日、TMC）監督:権野元 ＊「椎名早苗」名義[12]
- エクスタシースペシャル 背徳の診察室（2002年5月22日、TMC）製作:海津昭彦 ＊「椎名早苗」名義[13]
- 調教 The Best 2（2006年2月25日、GPミュージアム）監督:永岡久明 ＊「椎名早苗」名義 ＊「調教の館／椎名早苗」「新婦調教／夏木あやの」「コレクター 囚われの女／麻田真夕」の3話から収録[14]

#### テレビドラマ
- 山村美紗サスペンス 京都奥嵯峨殺人絵巻（1998年8月31日、TBS・月曜ドラマスペシャル） ＊「椎名早苗」名義。モデル「マヤ」役[15][16]

## 出版

### 写真集
- 卒業旅行 Memories in PALAU 小田なるみ・西田ももこ（1994年3月30日、海王社）撮影:平田友二 ISBN 9784877240110
  - Memories in PALAU パラオの思い出 小田なるみ・西田ももこ（1996年6月1日、海王社）撮影:平田友二 ISBN 9784877240493 - 「卒業旅行」を改題

### 雑誌
- URECCO 1994年5月号（ミリオン出版）
- 写真集系雑誌　LOVE COLLECTION ラブコレクション Vol.4 岡崎美女・秋吉ゆか・山口京子・小田なるみ 他（1994年11月1日、ワニマガジン社）